# Semaeopus concinnata
Semaeopus concinnata är en fjärilsart som beskrevs av Felder 1875. Semaeopus concinnata ingår i släktet Semaeopus och familjen mätare. Inga underarter finns listade i Catalogue of Life.